# Stelle principali della costellazione della Gru
Segue un prospetto delle stelle principali della costellazione della Gru, elencate per magnitudine decrescente.